# Yūsha ni Narenakatta Ore wa Shibushibu Shūshoku o Ketsui Shimashita.
Yūsha ni Narenakatta Mena wa Shibushibu Shūshoku o Ketsui Shimashita. (勇者になれなかった俺はしぶしぶ就職を決意しました。 lit. No pude convertirme en héroe, así que de mala gana decidí conseguir un trabajo?) También conocido como YuuShibu, es una serie novelas ligeras escritas por Jun Sakyou e ilustradas por Masaki Inuzumi. La serie fue premiada con Oro en la 23.º Premiación de Fantasía. Una adaptación a Anime por Asread empezó a emitirse el 5 de octubre de 2013.

## Sinopsis
La historia se centra en un hombre joven llamado Raul Chaser quien sueña con convertirse en héroe con su equipo de expertos héroes con entrenamiento, pero debido al colapso del Imperio Demonio, el Programa de Héroes fue suspendido. Con el sueño de Raul aplastado, él fue forzado a buscarse una nueva línea de trabajo y termina como empleado de un pequeño departamento de almacenes llamado Magic Shop Leon. Desde entonces la vida de Raul ha estado muy ocupada y aburrida, hasta que un día alguien apareció en el almacén aplicando un trabajo. Raul se entera de que el nuevo empleado es el hijo del Rey Demonio y también sucede que es una linda chica

## Personajes
Raul Chaser (ラウル・チェイサー?)
Voz por:Keisuke Kōmoto
Raul es el protagonista principal de la historia, y un excandidato Hero en la Escuela de Héroes. Tuvo que encontrar un trabajo después de que el Señor Demonio fuera derrotado y no pudiera convertirse en un Héroe. Al principio conoce a la hija de un demonio que está en busca de un trabajo, y la confunde con un niño. A menudo es molesto por ella, pero al final del día se alegra de que ella está alrededor y le gusta su entusiasmo positivo.
Fino Bloodstone (フィノ・ブラッドストーン?)
Voz por: Azusa Tadokoro
Phino es la hija del difunto Señor Demonio. Le falta sentido común debido a vivir en el mundo demoníaco y es realmente despreocupada. Ella es muy positiva y muy divertida. Ella involuntariamente tiende a asustar a muchos clientes debido a su forma extraña de hablar sobre cosas violentas al discutir productos con ellos. Podría albergar algunos sentimientos por Raúl.
Airi Ortinet (アイリ・オルティネート?)
Voz por: Kanae Iwasaki
Raúl se autoproclamó ex rival de la Escuela de Héroes. Después de que ella no podía convertirse en una heroína tampoco, ella comenzó a trabajar como conejita en la tienda que rivaliza con la tienda de León, pero en lugar de mentiras a Raúl sobre ser un guardia de seguridad. Debido al hecho de que siempre obtuvo las mejores notas en sus exámenes, Raúl generalmente se dirige a ella como "Todos A". A ella le gusta Raúl, pero ella es tsundere así que ella lo niega cuando lo señala.
Seara August (セアラ・オーガスト Seara Ōgasuto)
Voz por: Maina Shimagata
El gerente de la tienda de magia, que siempre está sonriendo. Ella tiene una voz angelical muy suave, y es muy agradable a sus trabajadores y parece como si a veces trata de involucrar a Raúl y Fino en situaciones que los harían atraídos el uno al otro. También puede cambiar elementos mágicos con los que luchar.
Visor Crossroad (バイザー・クロスロード?)
Voz por: Yoshihisa Kawahara
Amigo de la infancia de Seara y el subgerente de la tienda de magia, Viser fue una vez un ingeniero mágico. A veces se burla de Raúl de no hacer nada estúpido con sus empleados. Le importa mucho la tienda.
Nova Luminous (ノヴァ・ルミナス?)
Voz por: Madoka Sowa
Parte del personal de la tienda de magia, Nova es una chica alegre pero realmente torpe. Aunque a veces un anciano que "tiendas" en León tiende a acariciar sus nalgas cada vez que en el local, en realidad no le importa ser tocado de esa manera.
Lore Beriferal (ロア・ベリフェラル Roa Beriferaru?)
Voz por: Kumi Takaragi
Parte del personal de la tienda de la magia, ella es la superiora de Raúl. Ella trabaja principalmente con las entregas y haciendo mecánica como la fijación de fallas, por lo que Lore no se ve a menudo en la tienda. Muy tranquilo, tomboyish, y reservado.
Elsa Crucial (エルザ・クルーシアル?)
Voz por: Emi Nitta
Elza es la gerente de la estación de Lawson , una tienda de conveniencia al lado de la tienda de la magia. Ella está fascinada por los catálogos de artículos mágicos. También le gusta Raúl.
Lamdimia de Accimemor (ラムディミア・ド・アクセィメモール?)
Voz por: Natsumi Yamada
Una empleada de la Estación Lawson como Elza, quien también es del Mundo Demonio. Su nombre es bien conocido en el mundo demoníaco, por lo que en su mayoría se molesta cuando la gente acorta su nombre (como "Ram-chan"), por lo que a menudo las corrige indicando su nombre completo.

## Medios de comunicación

### Novela Ligera
Las novelas ligeras son escritas por Jun Sakyou, e ilustradas por Masaki Inuzumi. Fue publicada por Fujimi Shobo. Comezo a publicarse el 20 de enero de 2012 y finalizó el 20 de julio de 2014, con un total de 10 volúmenes.

### Anime
El anime comenzó a emitirse el 5 de octubre de 2013. Fue dirigido por Kinji Yoshimoto, escrito por Masashi Suzuki, música de Masaru Yokoyama, y producido por Asread. En total son 12 episodios y 1 OVA.
| Núm.     | Título | Fecha de emisión        |
| -------- | --- | ----------------------- |
| 1        | "No Pude Convertirme en Héroe, Así que Estoy Trabajando como un Registrador" "Yūsha ni nare nakatta ore wa reji o utte i masu." (勇者になれなかった俺はレジを打っています。)                                                                            | 5 de octubre de 2013    |
| 2        | "La Hija del Rey Demonio Va a Aprender a Hablar con los Clientes" "Maō no musume san ga sekkyaku yōgo o oboeru yō desu." (魔王の娘さんが接客用語を覚えるようです。)                                                                                     | 12 de octubre de 2013   |
| 3        | "Podríamos Ser Cuidadosos Cuando Manejamos Productos Raros Enviados a Nosotros para nuestro Corporativo" "Honsha kara okurare te kuru ayashii shōhin ni ki o tsuke masho u." (本社から送られてくる怪しい商品に気をつけましょう。)                       | 19 de octubre de 2013   |
| 4        | "La Hija del Rey Demonio Va A Trabajar en el Almacén de Conveniencia" "Maō no musume san ga konbini de hataraku yō desu." (魔王の娘さんがコンビニで働くようです。)                                                                                      | 26 de octubre de 2013   |
| 5        | "No Pude Concertirme en Héroe así que Voy a Meterme en una Tienda Rival con la Hija del Rey Demonio" "Yūsha ni nare nakatta ore to maō no musume san ga raibaru ten ni sennyū shi masu." (勇者になれなかった俺と魔王の娘さんがライバル店に潜入します。) | 2 de noviembre de 2013  |
| 6        | "Ella No Pudo Convertirse en Héroe, así que Ella de Mala Gana Decidío Conseguir un Trabajo, También" "Yūsha ni nare nakatta kanojo mo shibushibu shūshoku shi te i mashi ta." (勇者になれなかった彼女もしぶしぶ就職していました。)                      | 9 de noviembre de 2013  |
| 7        | "La Hija del Rey Demonio Visita una Casa" "Maō no musume san ga ippan katei ni o jama suru yō desu." (魔王の娘さんが一般家庭にお邪魔するようです。) | 16 de noviembre de 2013 |
| 8        | "La Hija del Rey Demonio Esta Atendiendo a los Clientes en Traje de Baño" "Maō no musume san ga mizugi de okyaku san o omukae suru yō desu." (魔王の娘さんが水着でお客さんをお迎えするようです。)                                                       | 23 de noviembre de 2013 |
| 9        | "Como la Hija del Rey Demonio Gasta su Primer Cheque de Pago" "Maō no musume san ga moratta shonin kyū no yūkō katsuyō nitsuite." (魔王の娘さんが貰った初任給の有効活用について。)                                                                      | 30 de noviembre de 2013 |
| 10       | "Yo Quise ser un Héroe, pero Ella no Quiso ser el Rey Demonio" (勇者になりたかった俺と魔王になりたくなかったあいつ。) | 7 de diciembre de 2013  |
| 11       | "No Pude Convertirme en Héroe, pero ahora Voy a Rescatar a la Hija del Rey Demonio" (勇者になれなかった俺が魔王の娘さんを助けに行きます。) | 14 de diciembre de 2013 |
| 12       | "No Pude Convertirme en Héroe, Así que Decidí Conseguir un Trabajo" (勇者になれなかった俺は就職を決意しました。) | 21 de diciembre de 2013 |
| 13 (OVA) | "Mi Hermana Vino a la Capital para Verme, a Su Hermano Quien No Pudo Convertirse en Héroe" (勇者になれなかった俺の妹が上京してきました。) | 9 de marzo de 2014      |